# Promoción de Honor de Nueva Caledonia
La Promoción de Honor es la segunda división de fútbol de Nueva Caledonia, siendo la división de ascenso a la Supeliga. Su organización está a cargo de la Federación de Fútbol de Nueva Caledonia y se encuentra subdividida en cuatro grupos regionales: Grande Terre —subdividida en grupo Norte y Sur—, Lifou, Maré y Ouvéa. Los ganadores de los grupos Lifou, Maré y Ouvéa quedan clasificados para el Campeonato de las Islas, el cual el ganador clasifica para el play-off de ascenso junto al ganador del Grande Terre Norte, Grande Terre Sur, y el relegado a descenso de primera división. Solo un equipo de los 40 que participan logra el ascenso a la primera división.

## Participantes temporada 2022

### Promoción de Honor - Grande Terre

#### Grupo Norte
- SC Ponérihouen
- RC Poindimié
- AS Watiwe
- AS Poum
- CO Main Noire
- GS Oundjo
- JS Kongouma
- AS Pwaola
- US Gélima
- AS Grand Nord

#### Grupo Sur
- ASC Gaïca
- CA Saint-Louis
- Thio Sports
- Mouli Sports
- US Yaté
- CO Hmeleck Nouméa
- Paita FC
- AJS Koindé
- ASC Boulouparis
- USC Nouméa
- Olympique Nouméa
- RC Ouitchambo
- SC IAAI Dumbéa

### Promoción de Honor - Lifou
- Trio Sport Kejëny
- Bethel Sport
- Drehu AC
- AS Ponoz
- FC Lito Gaitcha
- AS Kirikitr
- OC Hmeleck
- SJB Hnathalo
- JS Xépénéhé

### Promoción de Honor - Maré
- ES Wacaele
- Central Sport
- Horizon Patho 2
- AS Payoceko

### Promoción de Honor - Ouvéa
- ASS Etoile de Banoutr
- Inter Bounaca
- Waguelilo Kapital
- AS Perruche